# Jane Brophy
Jane Brophy (ur. 27 sierpnia 1963 w Manchesterze) – brytyjska polityk, dietetyczka i działaczka samorządowa, posłanka do Parlamentu Europejskiego IX kadencji.

## Życiorys
Ukończyła studia z zakresu biochemii, podjęła pracę jako dietetyczka w ramach systemu NHS. Została członkinią zarządu British Dietetic Association. Działaczka Liberalnych Demokratów i członkini zarządu działającej w ramach tej partii grupy Green Liberal Democrats. Wybierana na radną dystryktu metropolitalnego Trafford. W 2017 była kandydatka liberałów na burmistrza hrabstwa Wielki Manchester. Bezskutecznie ubiegała się także o wybór do Izby Gmin. W wyborach w 2019 uzyskała mandat eurodeputowanej IX kadencji.